# Robot Chicken
Robot Chicken è una serie animata statunitense del 2005, creata da Seth Green e Matthew Senreich.
Tramite una serie di sketch, Robot Chicken parodia serie televisive e film di successo, oltre a personaggi e aziende famose. I protagonisti sono un dottore pazzo e un pollo robotico (come dal titolo). La serie utilizza la tecnica dello stop-motion, che avviene utilizzando action figure di ogni tipo, da quelle di marca a quelle create appositamente per il cartone. Robot Chicken tratta per lo più temi surreali e attualità statunitensi. Prodotta dagli stessi Green e Seinreich, la serie è co-prodotta da Douglas Goldstein e Tom Root che in passato, insieme a Seinreich, hanno lavorato come scrittori della popolare rivista ToyFare.
Dalla serie sono derivate delle saghe e speciali televisivi, come le trilogie Robot Chicken: Star Wars e Robot Chicken Speciale DC Comics, gli speciali di Natale e lo speciale dedicato alla nota serie televisiva The Walking Dead.
La serie viene trasmessa negli Stati Uniti su Adult Swim dal 20 febbraio 2005. In Italia la serie è stata pubblicata su TIMvision, dove sono state rese disponibili la sesta e la settima stagione della serie il 14 settembre (insieme agli speciali Robot Chicken: Star Wars) e il 6 dicembre 2016. Il 1º febbraio 2018 vengono pubblicati gli speciali Robot Chicken DC Comics su TIMvision. Il 1º agosto 2018 è stata resa disponibile la quinta stagione inedita esclusivamente in DVD e Blu-ray. In seguito la serie è stata ripresa da Prime Video, dove è stata pubblicata l'ottava stagione e lo speciale Robot Chicken - Speciale Walking Dead: Guarda Chi Cammina.

## Genere e struttura
Robot Chicken parodia, tramite una serie di sketch autoconclusivi, la cultura popolare, i giocattoli, i lungometraggi, la televisione, i videogiochi, la moda popolare, i cartoni animati, gli anime e i vecchi programmi televisivi. L'animazione è in stop motion e si usano generalmente giocattoli, action figure, claymation, e altri oggetti. La serie è stata creata con l'idea di immergere dei personaggi famosi in un mondo più realistico.

## Trama
Ogni puntata è formata da diversi sketch autoconclusivi (anche se talvolta si ritrovano nel corso della puntata o durante la stagione) tutti preceduti da un rapido cambio di canale, come se si stesse facendo zapping. Le parodie sono tantissime e riguardano un po' tutta la cultura generale, dai personaggi famosi alle aziende e alle serie televisive di successo.

## Episodi
| Stagione            | Episodi | Prima TV USA | Pubblicazione Italia |
| ------------------- | ------- | ------------ | -------------------- |
| Prima stagione      | 20      | 2005         | inedita              |
| Seconda stagione    | 20      | 2006         | inedita              |
| Terza stagione      | 20      | 2007-2008    | inedita              |
| Quarta stagione     | 20      | 2008-2009    | inedita              |
| Quinta stagione     | 20      | 2010-2012    | 2018                 |
| Sesta stagione      | 20      | 2012-2013    | 2016                 |
| Settima stagione    | 20      | 2014         | 2016                 |
| Ottava stagione     | 20      | 2015-2016    | 2022                 |
| Nona stagione       | 20      | 2017-2018    | inedita              |
| Decima stagione     | 20      | 2019-2020    | inedita              |
| Undicesima stagione | 20      | 2021-2022    | inedita              |
| Speciali            | 11      | 2005-2025    | 2016-2022            |

## Personaggi e doppiatori

Robot Chicken e lo Scienziato Pazzo durante la sigla della serie

### Personaggi principali
- Robot Chicken (stagioni 1-11), voce originale di Seth Green, italiana di Oreste Baldini.
Il protagonista titolare della serie. È un pollo cyborg con un occhio laser rosso. Dopo essere stato trovato come carcassa sulla Highway 9W quando viveva nella fattoria di Old Man McLauchlin, lo Scienziato pazzo lo ha riportato in vita come cyborg, testando degli esperimenti su di lui e costringendolo a guardare degli sketch su numerosi monitor. Nel centesimo episodio viene liberato da una cameriera e uccide il suo creatore dopo aver rapito sua moglie. In seguito ha rianimato lo Scienziato pazzo come cyborg (invertendo i ruoli), costringendolo a guardare gli sketch.
- Scienziato pazzo (stagioni 1-11), voce originale di Les Claypool e David Lynch.
Uno scienziato dai capelli bianchi e un perenne sorriso diabolico che ha rianimato Robot Chicken. In seguito viene rivelato che il suo vero nome è Fritz Huhnmörder, come visto inizialmente nella sua lapide. È stato ucciso da Robot Chicken dopo gli eventi del centesimo episodio solo per essere riportato in vita come cyborg e costretto a guardare gli stessi sketch che imponeva a Robot Chicken. Ha cinque figli.

### Personaggi di supporto
- Cluckerella (stagioni 5-6), voce originale di Seth Green.
La moglie di Robot Chicken. Indossa un vestito e ha i capelli biondi e il rossetto rosso. Viene rapita dallo Scienziato pazzo durante il centesimo episodio, costringendo Robot Chicken a raggiungere il laboratorio per ucciderlo e salvarla. In seguito viene rivelato che ha deciso di lasciare Robot Chicken, andando via di casa.
- Figlio dello scienziato pazzo (stagioni 7-11), voce originale di Zachary Levi, italiana di Nanni Baldini.
Il figlio contorto trentaduenne dello Scienziato pazzo. Solitamente ruba la strumentazione del padre per la creazione di cyborg come parte di un complotto per rapire tutti i presidenti degli Stati Uniti viventi per un riscatto. Tuttavia finisce per essere sconfitto da Robot Chicken e lo Scienziato pazzo, costringendolo a guardare gli sketch come punizione. Il suo vero nome è Tony Huhnmörder-Anderson.
- Il Nerd (stagioni 1-11), voce originale di Seth Green, italiana di Antonella Baldini.
Un nerd ventiseienne (nonostante vada ancora al liceo e vive con i suoi genitori) con gli occhiali dalla montatura quadrata e balbuziente. Spesso finisce in situazioni inverosimili all'interno di programmi e film famosi che segue costantemente. Sebbene inizialmente fosse noto come Gary, in seguito è stato rivelato durante i bumper di Adult Swim che il suo nome ufficiale è Arthur Kensington, Jr. Dopo essere morto nel finale della nona stagione viene rianimato come cyborg.

### Personaggi ricorrenti
- Panna Inacidita (in originale: Bitch Pudding) (stagioni 4-11), voce originale di Katee Sackhoff, italiana di Antonella Baldini.
Una parodia di Fragolina Dolcecuore. È una ragazza di 18 anni sboccata, grossolana e violenta, ex residente di Dolcelandia che ha un debole per insultare, tormentare e talvolta uccidere gli altri.
- Unicorno (stagioni 2-8), voce originale di George Lowe, italiana di Oreste Baldini e Nanni Baldini.
Un unicorno bianco omosessuale pervertito.
- Mo-Larr: Dentista Eterniano (stagioni 2-6), voce originale di Michael Ian Black, italiana di Oreste Baldini.
Un'aggiunta fittizia al cast di Masters of the Universe. Mo-Larr è un dentista residente ad Eternia, disposto a ricorrere a misure drastiche per svolgere il suo lavoro odontoiatrico su pazienti riluttanti come Skeletor, arrivando persino a intrappolare Beast Man con il filo interdentale e infilare un trapano dentale nell'occhio di Grizzlor. In seguito il suo nome completo si rivela essere Moe Larrstein.
- Babbo Natale Composito, voce originale di Christian Slater, italiana di Oreste Baldini.
Un mostro genocida metà Babbo Natale, metà pupazzo di neve, basato su Superman Composito. È stato creato da uno scienziato diabolico dal DNA combinato di Babbo Natale e Frosty the Snowman.
- Babbo Natale, voce originale di Seth Green, Seth MacFarlane e Patrick Stump, italiana di Oreste Baldini.
Compie diverse apparizioni ricorrenti, in particolare negli speciali di Natale della serie.
- Piccolo batterista (in originale: Little Drummer Boy), voce originale di Seth Green.
Un batterista in stile anime i cui tamburi possono evocare demoni quando vengono colpiti.
- Robot Piegatore (in originale: Humping Robot).
Un robot muto in cerca di amore, che viene visto la maggior parte delle volte montare oggetti metallici o elettronici come lavatrici, campane, jukebox e slot machine, tra gli altri. In seguito viene rivelato che ha una famiglia.
- Daniel "Gyro-Robo", voce originale di Seth Green, italiana di Nanni Baldini.
Un adolescente nerd dalla mentalità negativa che ospita una webserie intitolata Gyro-Robo News Hour, in cui si lamenta delle imprecisioni nei media e criticando Robot Chicken. Si masturba spesso ed è preso di mira dal bullo locale di nome Munson.
- Munson, voce originale di Breckin Meyer, italiana di Nanni Baldini.
Un adolescente che fa il prepotente con i nerd, in particolare con Daniel.
- Gary lo Stormtrooper, voce originale di Donald Faison, italiana di Oreste Baldini.
Un'aggiunta fittizia al cast di Guerre Stellari. Gary è uno stormtrooper di 29 anni goffo e incompetente ma ben intenzionato, che solitamente peggiora le cose. Nonostante ciò, è in grado di fare bene il suo lavoro. Nello speciale Robot Chicken: Star Wars Episodio II si scopre che è un padre di famiglia sposato che vive con sua moglie Beverly e la sua giovane figlia Jessica. Nello speciale Robot Chicken: Star Wars Episodio III ha rivelato inoltre che la sua famiglia vive ad Alderaan.
- Alieni, voci originali di Seth Green, Breckin Meyer, Adam Talbott, Mark Hamill, Patrick Pinney e Patrick Stewart.
Una razza di stravaganti alieni grigi che hanno la tendenza a pasticciare i loro piani e sforzi, di solito con il risultato che emettono un grido frustrato.
- Presentatore dei blooper, voce originale di Jamie Kaler, italiana di Nanni Baldini.
Il conduttore degli sketch Bloopers! che parodia i primi anni degli home video più divertenti d'America, sostituendo i video domestici con riprese televisive e cinematografiche umoristiche. Alla fine della maggior parte degli sketch in cui appare finisce per suicidarsi in vari modi.

### Personaggi secondari
- Orsetto gommoso, voce originale di Michelle Trachtenberg, italiana di Antonella Baldini.
Un orsetto gommoso antropomorfo destinato perennemente a urlare di dolore dopo aver calpestato una trappola per orsi.
- Galletto Oscuro (in originale: Dark Meat), voce originale di Seth Green, italiana di Oreste Baldini.
Un pollo cyborg rosso, controparte malvagia di Robot Chicken. È stato creato dal figlio dello scienziato pazzo nell'episodio Misérable salsa chipotle.
- CD, voce originale di Abraham Benrubi, italiana di Nanni Baldini.
Un supercattivo tecnologico obsoleto che ha promesso di uccidere Steve Jobs.
- Doug Goldstein, voce originale di Breckin Meyer, Seth Green, Peter Gallagher, Bill Ratner e Doug Goldstein.

### Guest star
Ogni episodio della serie presenta diverse guest che interpretano se stessi o più personaggi tra cui Evan Rachel Wood, Chris Evans, Jean-Claude Van Damme, David Lynch, Gary Coleman, Daniel Radcliffe, Conan O'Brien, Jon Hamm, The Weeknd, Christopher Lloyd, Robert Kirkman, George Lucas, Adam West, "Weird Al" Yankovic e tanti altri.
In Italia, nell'episodio Kramer vs. Showgirls della quinta stagione, James Bond è doppiato da Francesco Prando. Durante l'episodio speciale Robot Chicken - Speciale Walking Dead: Guarda Chi Cammina, Rick Grimes è doppiato da Christian Iansante.

## Produzione

### Ideazione e sviluppo
Tra il 1996 e il 1997, Seth Green e Matthew Senreich hanno avuto l'occasione di conoscersi quando quest'ultimo lavorava come direttore editoriale della Wizard Entertainment, pubblicatrice di giocattoli e fumetti. Senreich sentì parlare di Green, che al tempo lavorava per Buffy l'ammazzavampiri e Austin Powers, su Entertainment Weekly, dove scoprì che era un grande collezionista di giocattoli. Senreich chiamò quindi l'addetto stampa di Green per un colloquio e i due si conoscono di persona e stringono subito amicizia, condividendo la stessa passione per i giocattoli.
Nel 1999, Green pensò ad un corto animato con l'idea della tecnica dello stop-motion con protagonista Conan O'Brien (doppiato poi da Seth MacFarlane), invece delle solite interviste per Austin Powers. Durante la produzione dello stesso, Green, Senreich e lo sceneggiatore Tom Root cominciaono a pensare ad un brano autofinanziato dalla durata di 1-2 minuti. Il gruppo fu contattato personalmente da Sony Digital, essendo all'epoca un ramo della loro casa di produzione Screenblast, la quale stava realizzando cortometraggi di Fred Armisen e per altri attori. Nel 2001, la Sony Digital commissionò e offrì di pagare per sei cortometraggi per la serie animata Sweet J Presents, trasformati successivamente in 12 prodotti nel giro di circa 6-8 mesi. A causa dell'impossibilità di scaricamento dei contenuti, Green e Senreich strinsero un accordo con Sony Digital per produrre circa 45 minuti di contenuti per la piattaforma Screenblast.com.

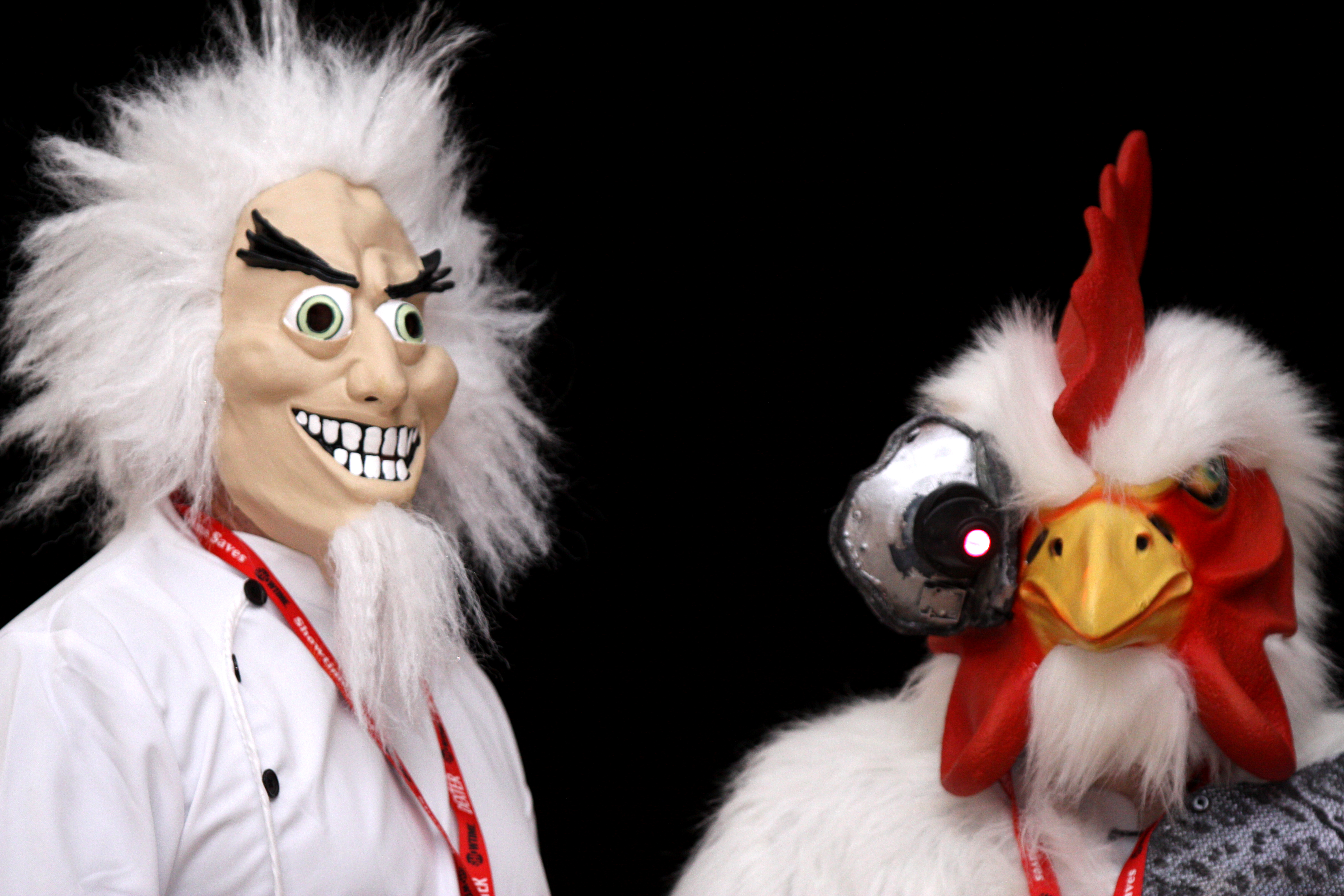
Due cosplayer dei protagonisti

Basato sulla rubrica a fumetti Twisted ToyFare Theatre di ToyFare, Robot Chicken deve il suo nome ad un piatto del menù del ristorante cinese Kung Pao Bistro, dove i creatori Seth Green e Matthew Senreich avevano cenato. Inizialmente, la serie si doveva chiamare Junk in the Trunk.
La serie fu respinta da altre reti televisive e programmi di sketch tra cui Comedy Central, MADtv, Saturday Night Live e persino Cartoon Network. Tuttavia, un direttore della Cartoon Network decise di passare il pitch al blocco televisivo a tarda notte Adult Swim, nello stesso periodo in cui Seth MacFarlane consigliò a Seth Green e Matthew Senreich di presentare la serie a Adult Swim.
Nel 2007 nasce il primo speciale televisivo di Robot Chicken a tema Star Wars, nel quale figurano le voci di George Lucas, Mark Hamill, Billy Dee Williams, e Ahmed Best. Lo speciale è stato candidato per un Emmy Award nel 2008.

### Sequenza di apertura
Fin dalla sigla del programma si può intuire la vena irriverente e piena di riferimenti dello show: la serie apre con un pollo morto ritrovato per caso da uno scienziato pazzo, che decide di farlo tornare in vita come cyborg e di farlo impazzire legandolo ad una sedia di fronte a innumerevoli teleschermi (in stile Arancia meccanica), ognuno sintonizzato su un canale televisivo differente.

## Distribuzione

### Trasmissione internazionale
La serie è stata trasmessa in varie parti del mondo, di seguito alcune delle date di debutto internazionali:
- 20 febbraio 2005 negli Stati Uniti d'America su Adult Swim;
- aprile 2006 in America Latina su Adult Swim;[15]
- 1º settembre 2006 in Canada su Teletoon at Night;[16]
- 2006 nel Regno Unito su Bravo;[17]
- 19 marzo 2007 in Russia su 2x2;
- 1º maggio 2007 in Spagna su TNT;[18]
- 5 dicembre 2007 in Germania su Sat.1 Comedy;[19]
- 2008 in America Latina su I.Sat (Adult Swim);[20]
- 11 marzo 2008 in Australia su The Comedy Channel;[21]
- 5 febbraio 2010 in Francia su Canal+;[22]
- 22 giugno 2012 in Polonia su AXN Spin;[23]
- 5 settembre 2013 in Quebec su Télétoon la nuit;[24]
- 17 febbraio 2014 nei Paesi Bassi su Comedy Central;[25]
- 14 settembre 2016 in Italia su TIMvision;[2]
- 14 novembre 2018 in Africa su Showmax.[26]

### Edizionihome video
La prima stagione in DVD di Robot Chicken è stata pubblicata negli Stati Uniti il 28 marzo 2006. In Europa invece arrivò il 29 settembre 2008. Il cofanetto della prima stagione contiene tutti gli episodi andati in onda in televisione in ordine di produzione; tuttavia sono stati modificati alcuni sketch e, anche se la copertina del DVD afferma il contrario, contiene diverse censure. Nel DVD un segmento dell'episodio Vegetable Funfest, che vedeva la partecipazione dei Teen Titans e di Beavis e Butt-head, è stato tagliato a causa di problemi legali. In un segmento dell'episodio Nutcracker Sweet, dove c'è una parodia di Voltron in SDF Street Dance Fighters, è presente una canzone sostitutiva a causa di problemi legali relativi alla canzone utilizzata nella messa in onda televisiva.
Il 4 settembre 2007 negli Stati Uniti è uscita la seconda stagione in DVD. In Europa invece arrivò il 28 settembre 2009. I filmati extra del cofanetto della seconda stagione comprendono lo speciale di Natale, uno sketch segreto dove è presente una sparatoria con i Nerf e altre funzioni speciali. Al Comic-Con 2006, il creatore della serie Seth Green ha dichiarato che il DVD doveva contenere lo sketch dei Teen Titans e Beavis e Butt-head, precedentemente eliminato nel DVD della prima stagione; sebbene lo sketch sia disponibile su iTunes, sul DVD è rimasto inedito.
La terza stagione è stata pubblicata negli Stati Uniti il 7 ottobre 2009 e in Europa il 25 gennaio 2010. Il cofanetto della terza stagione contiene, oltre a tutti gli episodi andati in onda in televisione in ordine di produzione, le scene e le animazioni eliminate, i commenti del cast di tutti gli episodi, i titoli di coda e altri commenti audio. La quarta stagione in DVD è stata pubblicata negli Stati Uniti il 15 dicembre 2009 e in Europa il 30 agosto 2010. I filmati extra del cofanetto includono scene e animazioni cancellate, commenti del cast di tutti gli episodi, i San Diego Comic-Con del 2008 e 2009, dei video blog e audio alternativo.
La quinta stagione è stata pubblicata negli Stati Uniti il 25 ottobre 2011. I filmati extra del cofanetto includono scene e animazioni cancellate, commenti del cast e delle guest star che hanno partecipato nei vari episodi, il making of di alcuni episodi e promozioni. In Italia la quinta stagione è stata pubblicata il 1º agosto 2018 in DVD e Blu-ray. La sesta stagione è stata pubblicata negli Stati Uniti l'8 ottobre 2013. In Italia è stata pubblicata il 29 agosto 2018 in DVD e Blu-ray. La settima stagione è stata pubblicata negli Stati Uniti il 21 luglio 2015, mentre in Italia è stata pubblicata il 25 ottobre 2018 in DVD e Blu-ray.
| Stagione                           | Episodi | Edizione originale      | Edizione originale | Edizione italiana |
| Stagione                           | Episodi | Uscita nel Nord America | Uscita in Europa   | Uscita in Italia  |
| ---------------------------------- | ------- | ----------------------- | ------------------ | ----------------- |
| Prima stagione                     | 20      | 28 marzo 2006           | 29 settembre 2008  | N/A               |
| Seconda stagione                   | 20      | 4 settembre 2007        | 28 settembre 2009  | N/A               |
| Terza stagione                     | 20      | 7 ottobre 2008          | 25 gennaio 2010    | N/A               |
| Quarta stagione                    | 20      | 15 dicembre 2009        | 30 agosto 2010     | N/A               |
| Quinta stagione                    | 20      | 25 ottobre 2011         | N/A                | 1º agosto 2018    |
| Sesta stagione                     | 20      | 8 ottobre 2013          | N/A                | 29 agosto 2018    |
| Settima stagione                   | 20      | 21 luglio 2015          | 11 dicembre 2020   | 25 ottobre 2018   |
| Ottava stagione                    | 20      | 17 aprile 2019          | 26 marzo 2021      | N/A               |
| Nona stagione                      | 20      | 22 maggio 2019          | 15 marzo 2019      | N/A               |
| Decima stagione                    | 20      | N/A                     | N/A                | N/A               |
| Undicesima stagione                | 20      | N/A                     | N/A                | N/A               |
| Robot Chicken: The Complete Series | 228     | 7 ottobre 2025          | N/A                | N/A               |

## Accoglienza
Mike Lazzo, l'ex vicepresidente di Adult Swim, ha definito la serie "la versione della rete di Saturday Night Live".

## Riconoscimenti
- Festival internazionale del film d'animazione di Annecy
  - 2015 - Candidatura al miglior film TV per l'episodio Misérable salsa chipotle[32]
  - 2018 - Migliore speciale TV a Tom Sheppard per l'episodio Robot Chicken - Speciale Walking Dead: Guarda Chi Cammina[33]
- Annie Award
  - 2007 - Candidatura al miglior personaggio animato in una produzione televisiva a Sihanouk Mariona[34]
  - 2008 - Candidatura alla miglior produzione televisiva animata per l'episodio Robot Chicken: Star Wars Episodio I[35]
  - 2008 - Miglior personaggio animato in una produzione televisiva a Eric Towner[35]
  - 2008 - Candidatura alla miglior regia in una produzione televisiva a Seth Green per l'episodio Robot Chicken: Star Wars Episodio I[35]
  - 2009 - Miglior produzione televisiva animata per l'episodio Robot Chicken: Star Wars Episodio II[36]
  - 2009 - Candidatura alla miglior animazione di un personaggio in una produzione televisiva a Joshua A. Jennings per l'episodio Robot Chicken: Star Wars Episodio II[36]
  - 2009 - Miglior doppiaggio in una produzione televisiva a Ahmed Best per l'episodio Robot Chicken: Star Wars Episodio II[36]
  - 2009 - Miglior scrittura in una produzione televisiva per l'episodio Robot Chicken: Star Wars Episodio II[36]
  - 2010 - Miglior cortometraggio animato per l'episodio Robot Chicken: Star Wars Episode 2.5[37]
  - 2011 - Candidatura alla miglior animazione di un personaggio in una produzione televisiva a Savelen Forrest per l'episodio Robot Chicken: Star Wars Episodio III[38]
  - 2011 - Candidatura alla miglior animazione di un personaggio in una produzione televisiva a Elizabeth Harvatine per l'episodio Robot Chicken: Star Wars Episodio III[38]
  - 2011 - Candidatura alla miglior musica in una produzione televisiva a Shawn Patterson per l'episodio Robot Chicken's DP Christmas Special[38]
  - 2012 - Candidatura alla miglior musica in una produzione televisiva a Shawn Patterson e Zeb Wells[39]
  - 2013 - Miglior produzione televisiva animata per il pubblico generale per l'episodio Robot Chicken Speciale DC Comics[40]
  - 2015 - Candidatura al miglior doppiaggio in una serie animata o trasmissione televisiva a Seth Green[41]
  - 2018 - Candidatura alla miglior serie animata per un pubblico generico per l'episodio Freshly Baked: The Robot Chicken Santa Claus Pot Cookie Freakout Special: Special Edition[42]
  - 2020 - Candidatura al miglior personaggio animato in una serie animata o trasmissione televisiva a Scott DaRos per l'episodio Ginger Hill in: Bursting Pipes[43]
- ASCAP Film and Television Music Award
  - 2014 - Miglior serie televisiva a Shawn Patterson[44]
  - 2016 - Miglior serie televisiva a Randall Crissman[45]
  - 2021 - Miglior serie televisiva a Randall Crissman e John Zuker[46]
- Casting Society of America
  - 2012 - Candidatura al miglior cast nell'animazione televisiva a Ivy Isenberg[47]
  - 2013 - Candidatura al miglior cast nell'animazione televisiva a Linda Lamontagne[48]
  - 2015 - Candidatura al miglior cast nell'animazione televisiva (bambini e adulti) a Linda Lamontagne[49]
  - 2016 - Candidatura al miglior cast nell'animazione televisiva (adulti) a Linda Lamontagne[50]
  - 2017 - Candidatura al miglior cast nell'animazione televisiva a Linda Lamontagne[51]
  - 2022 - Candidatura al miglior cast in una serie animata a Christine Terry e Jackie Sollitto[52]
- Gold Derby Award
  - 2009 - Candidatura alla miglior serie animata
  - 2010 - Candidatura alla miglior serie animata del decennio
- Leo Award
  - 2021 - Candidatura alla miglior interpretazione in una serie animata a Fei Ren[53]
- Online Film & Television Association
  - 2007 - Candidatura alla miglior serie animata[54]
  - 2009 - Candidatura alla miglior serie animata[55]
  - 2009 - Candidatura al miglior doppiaggio a Seth Green[55]
  - 2016 - Candidatura al miglior programma animato[56]
- Primetime Emmy Award
  - 2006 - Miglior animazione a Sarah de Gaudemar per l'episodio Easter Basket[57]
  - 2007 - Candidatura al miglior programma animato per l'episodio Lust for Puppets[57]
  - 2008 - Candidatura al miglior programma animato di durata inferiore a un'ora per l'episodio Robot Chicken: Star Wars Episodio I[57]
  - 2009 - Candidatura al miglior doppiatore a Seth Green per l'episodio Robot Chicken: Star Wars Episodio II[57]
  - 2009 - Candidatura al miglior programma animato di durata inferiore a un'ora per l'episodio Robot Chicken: Star Wars Episodio II[57]
  - 2009 - Miglior realizzazione individuale nell'animazione per l'episodio Robot Chicken: Star Wars Episodio II[57]
  - 2010 - Candidatura al miglior doppiatore a Seth Green per l'episodio Cannot Be Erased, So Sorry[57]
  - 2010 - Miglior programma animato di breve formato per l'episodio Dear Consumer (Robot Chicken's Full-Assed Christmas Special)[57]
  - 2011 - Candidatura al miglior programma animato di breve formato per l'episodio Robot Chicken's DP Christmas Special[57]
  - 2011 - Candidatura al miglior doppiatore a Seth Green per l'episodio Catch Me If You Kangaroo Jack[57]
  - 2012 - Candidatura al miglior programma animato di breve formato per l'episodio Fight Club Paradise[57]
  - 2013 - Candidatura al miglior programma animato di breve formato per l'episodio Speciale di Natale di Robot Chicken[57]
  - 2013 - Candidatura al miglior doppiatore a Sam Elliott per l'episodio Passato sfrecciando da un elicottero a un treno in corsa[57]
  - 2014 - Candidatura al miglior programma animato di breve formato per l'episodio Born Again Virgin Christmas Special[57]
  - 2015 - Miglior animazione a Brad Schaffer per l'episodio Robot Chicken – Speciale Panna Inacidita[57]
  - 2015 - Candidatura al miglior doppiatore a Seth Green per l'episodio Victoria e il segreto dei Nimh[57]
  - 2015 - Candidatura al miglior programma animato di breve formato per l'episodio Misérable salsa chipotle[57]
  - 2016 - Miglior programma animato di breve formato per l'episodio Lo speciale di Natale di Robot Chicken: X-Mas United[57]
  - 2018 - Miglior programma animato di breve formato per l'episodio Freshly Baked: The Robot Chicken Santa Claus Pot Cookie Freakout Special: Special Edition[57]
  - 2019 - Candidatura al miglior programma animato di breve formato per l'episodio Why Is It Wet?[57]
  - 2020 - Candidatura al miglior programma animato di breve formato per l'episodio Robot Chicken's Santa's Dead (Spoiler Alert) Holiday Murder Thing Special[57]
  - 2021 - Candidatura al miglior programma animato di breve formato per l'episodio Endgame[57]
  - 2022 - Candidatura al miglior programma animato di breve formato per l'episodio Happy Russian Deathdog Dolloween 2 U[57]
- Teen Choice Award
  - 2012 - Candidatura alla miglior serie televisiva d'animazione[58]

## Altri media

### Serie spin-off

#### Titan Maximum
Nel maggio 2009, Adult Swim ha annunciato una nuova serie animata prodotta dagli autori di Robot Chicken intitolata Titan Maximum, rivelando parte del cast e la data d'uscita prevista per settembre dello stesso anno. Il 23 luglio 2009, un teaser della serie è stato presentato in anteprima al San Diego Comic-Con International. Titan Maximum è stato trasmesso ufficialmente dal 27 settembre al 22 novembre 2009, cancellando la serie dopo una sola stagione che termina in un cliffhanger, il quale avrebbe dovuto essere spiegato nel primo episodio della seconda stagione mai trasmessa.

#### Alabama Jackson

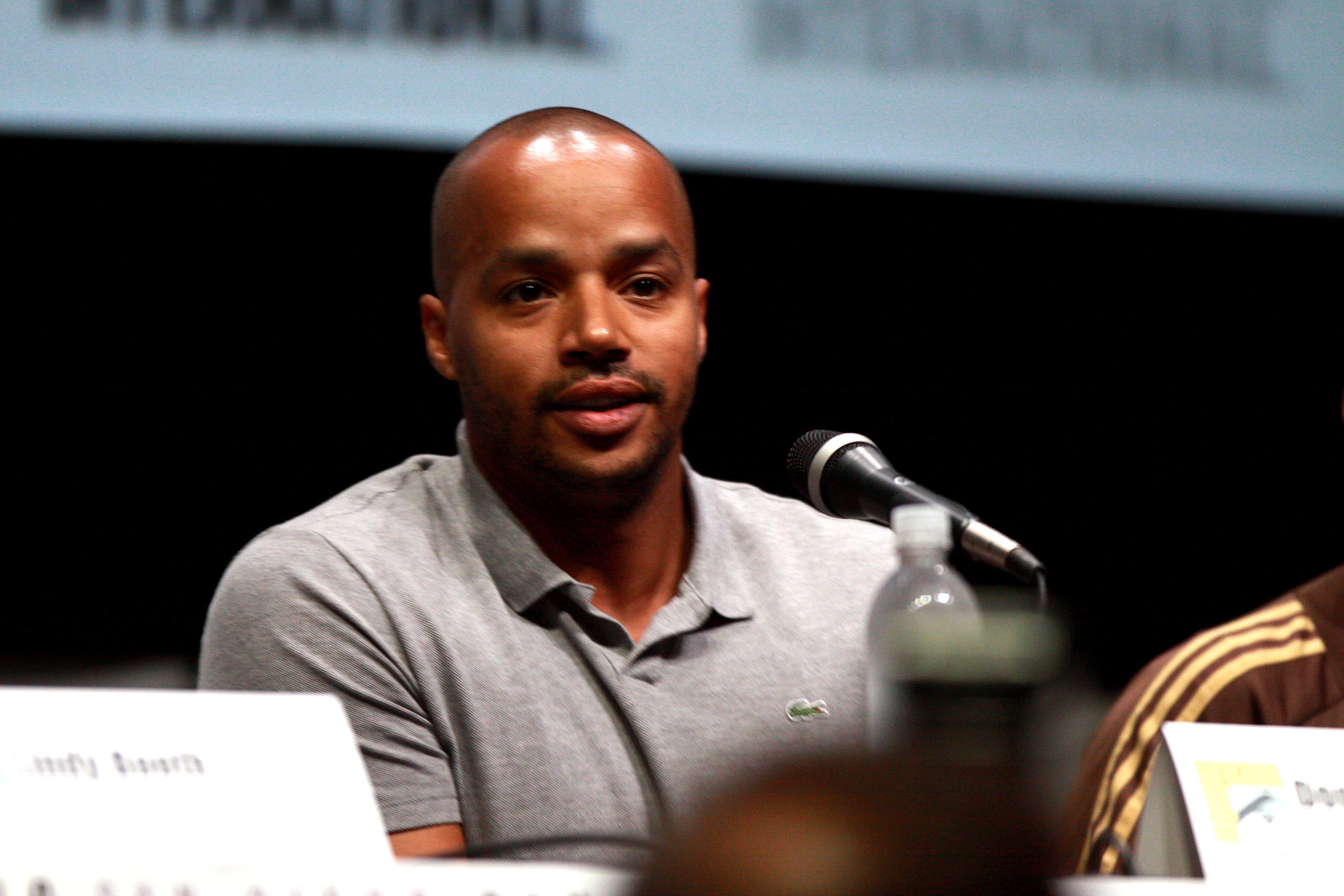
Donald Faison ha creato Alabama Jackson, oltre ad aver interpretato l'omonimo protagonista.

Il 19 maggio 2021, Adult Swim ha annunciato un nuovo spin-off animato in stop-motion intitolato Alabama Jackson, creato da Donald Faison che interpreta l'omonimo protagonista. Prodotta da Stoopid Buddy Stoodios, la serie è composta di cortometraggi dalla durata di 2-3 minuti pubblicati sul canale ufficiale YouTube di Adult Swim ed è incentrata su Alabama Jackson, un viaggiatore del tempo che atterra sempre "nel posto sbagliato al momento sbagliato".
| nº | Titolo originale                         | Pubblicazione USA |
| -- | ---------------------------------------- | ----------------- |
| 1  | Alabama Jackson Doesn't Worry            | 15 febbraio 2022  |
| 2  | Alabama Jackson and the Diner Sit-in     | 16 febbraio 2022  |
| 3  | Alabama Jackson Inspires Olympic Protest | 17 febbraio 2022  |
| 4  | Alabama Jackson Saves Nelson Mandela     | 18 febbraio 2022  |
| 5  | Alabama Crashes the Salem Witch Trials   | 19 febbraio 2022  |
| 6  | Alabama Jackson Creates Rap              | 20 febbraio 2022  |
| 7  | Alabama Jackson and Fredrick Douglass    | 21 febbraio 2022  |